# Baqofah
Baqofah (syriska: ܒܝܬ ܩܘܦܐ) är en assyrisk by på Nineveslätten i norra Irak. Dess befolkning tillhör den Kaldeisk-katolska kyrkan.